# Кондрово

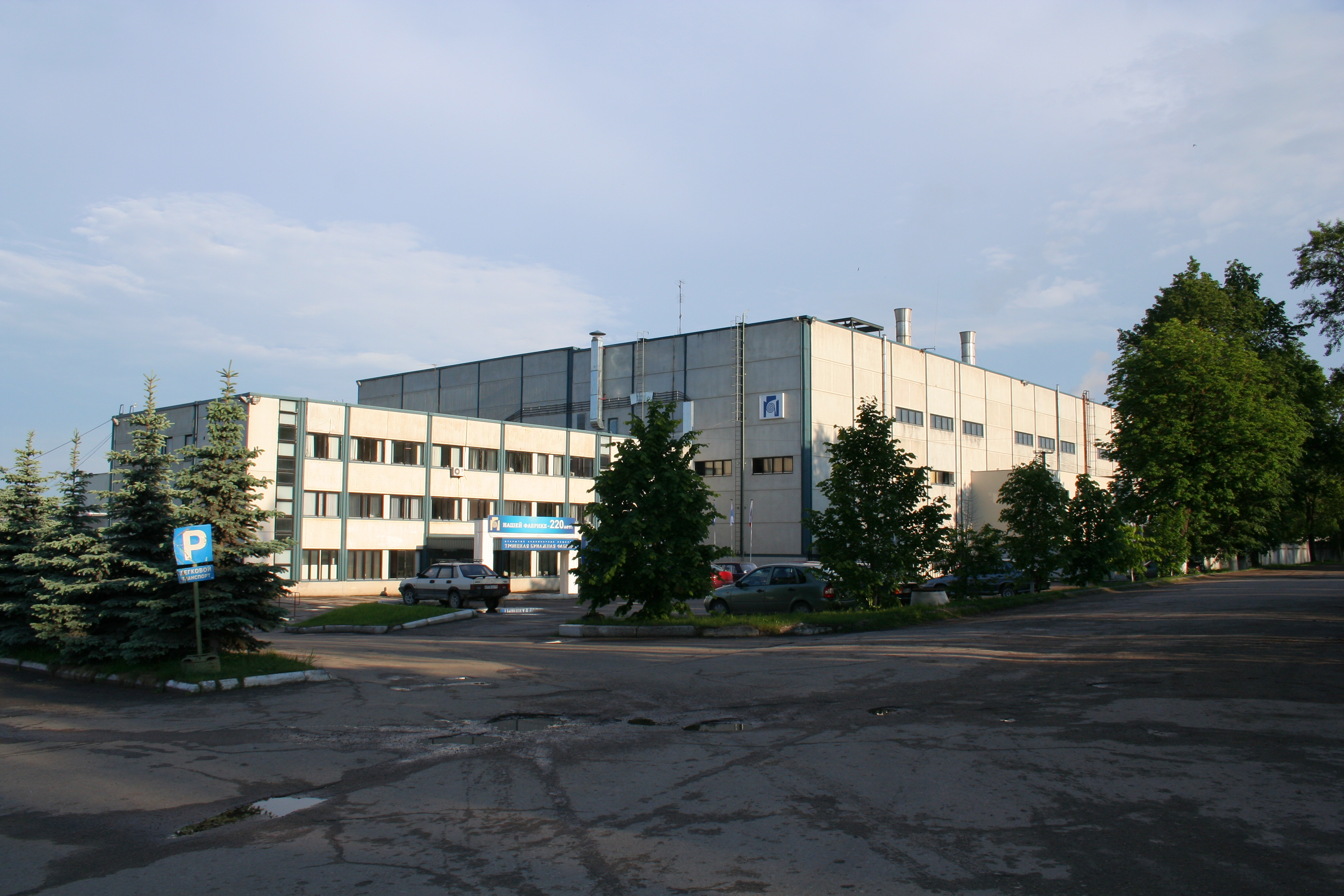
Главный корпус Троицкой бумажной фабрики

Ко́ндрово — город (с 1938) в России, административный центр Дзержинского района Калужской области.
Распоряжением Правительства РФ от 29.07.2014 № 1398-р (ред. от 13.05.2016) «Об утверждении перечня моногородов» включен в список моногородов Российской Федерации с риском ухудшения социально-экономического положения.
В прошлом — село Троицкой волости Медынского уезда.

## География
Город расположен в пределах Среднерусской возвышенности, на реке Шаня (приток Угры, бассейн Оки), в 46 км от Калуги.

## История

### XVII век
В 1500—1501 годах Великий князь Московский Иван III за поход на Литву и в обороне рек Угры и Оки пожаловал воеводе, князю Дмитрию Васильевичу Кондыреву пограничные земли на реке Шаня в наследственное владение.
1615 год считается датой основания Кондрова. В писцовой книге по Медынскому уезду за 1628—1629 годы сказано: 

 «За Кочевою Володимеровым сыном Поливанова по Государеве жалованной вотчинной грамоте 1615 года за приписью дьяка Герасима Мартемьянова половина села Кондарева, а Омельяновское тож, на реке на Шане» 
Это первое упоминание Кондрова в письменных источниках. Из этой цитаты следует, что половиной села Кондырево (Омельяновское) владел Кочева (Коч) Владимирович Поливанов. Другим владельцем села был М. Б. Шерстов. К 1678 году население Кондырева насчитывало более 100 душ мужского пола в 18 дворах. Во второй половине XVII века поблизости возникло другое село — Троицкое, слившееся с Кондыревом в 1678 году, «за боярином князем Фёдор Фёдоровичем Куракиным в селе Троицы и Вздынь тож на реке Шане».
По состоянию на 1698 дан антиминс к освящению новопостроенной церкви Живоначальной Троицы в вотчине стольника Ивана Ивановича Хованского в селе Вздыни.
В 1702 году Троицкое с церковью Пресвятой Троицы в вотчине вдовы Фёдора Фёдоровича, Авдотьи Андреевны Куракиной.
В 1755 году упоминается резолюция о освящении в селе Троицком-Вздыни тож, построенной вместо сгоревшей деревянной церкви Живоначальной Троицы.
Вокруг вотчины Куракина — четыре деревни с 29 дворами крестьян и бобылей и 121 крестьянином. Владельцами сёл были князья Хованские, Гагарины, Бегичевы, Козловские, Волконские. Кондыревские помещики докупали на вывоз крестьян из Кашинского, Венёвского и Шацкого уездов Тверской и Тульской, а также Калужской губерний.

### XVIII век
В 1785 году князь Я. А. Козловский начал строительство бумажной фабрики на реке Шане на своей крепостной земле. В 1799 году П. Г. Щепочкин, купив имение, также начал строительство бумажной фабрики на левом берегу Шани.
Новый владелец Троицкого секунд-майор А. С. Хлюстин, купив его в 1806 году у Козловского, построил при фабрике «лазурный» завод. В 1818 году на средства Хлюстина была перестроена в камне Троицкая церковь, а двумя годами позже, на средства Щепочкина, Спасская. В 1840 году Троицкое было куплено княгиней С. В. Кочубей. Кондырево-Кондрово по наследству перешло в 1834 году перешло в руки дочери Щепочкина, бывшей замужем за генералом В. Д. Мещериным, который управлял фабрикой до своей смерти в 1853 году. Производство фабрик не расширялось, была необходима реконструкция комплекса. Однако с 1845 года в производстве стали использовать машины. В 1849 году Троицкую, а в 1853 году Кондровскую фабрики купил предприниматель английского происхождения В. Говард. Новое строительство шагнуло на правобережье Шани. В 1862 году Троицкая и Кондыревская фабрики располагали 550 рабочими и производили продукции на 370 тыс. руб. в год. В конце XIX века на Троицкой фабрике установили самочерпальную машину, провели паровое отопление и электрическое освещение. В 1870 году открылось фабричное двухклассное и земское народное училища.

### XX век
В 1914 г. новыми хозяевами фабрик были Л. Л. Катуар, Г. М. Вогау, К. П. Бахрушин. Тогда население Кондрова составляло 2 тыс. чел., работала школа. В Троицком была другая школа, население насчитывало 2020 чел. В 1916 г. был выстроен Народный дом. В ноябре 1917 г. создан Троицко-Кондровский Совет, который поддерживал нормальный ритм производства.
С 1929 г. Кондрово получило статус рабочего посёлка. 25 марта 1938 вышло постановление ВЦИК «Об объединении рабочих посёлков Кондрово и Троицкого Дзержинского района Западной области в один населённый пункт и преобразовании этого населённого пункта в город».
9 октября 1941 года город был оккупирован немецко-фашистскими войсками. Освобождён 19 января 1942 года.
В 1963—1969 гг. председателем Городского Исполнительного Совета Депутатов был Артизов Александр Андреевич (19.11.1929—1.10.1981). В эти годы началось благоустройство города. Были построены висячие мосты через р. Шаня к Педагогическому училищу и городскому рынку. Было проведено асфальтирование центральных магистралей города и началось строительство панельных пятиэтажек на ул. Ленина. Были построены школы № 2 и № 4 и детский сад «Малышок». Началось строительство фабрики санитарно-гигиенических бумаг. Была построена улица Южная (Черемушки).
Градообразующим предприятием и основным источником формирования бюджета города являлось ПО «Кондровобумпром», генеральный директор с 1970 по 1995 Дахно Василий Тимофеевич (05.02.1932 — 14.10.2020), почётный гражданин Дзержинского района Калужской области.
При нём осуществлена полная реконструкция производства с привлечением в 1984 году финских строителей и технологов («Puolimatka») и запуск новых производств экспортного назначения (в том числе упаковка для снарядов, применяемая в тропических условиях, Вьетнам), была построена самая большая в Европе современная фабрика по производству растительного пергамента, начали выпускать санитарно-гигиенические изделия из распушенной целлюлозы.
Вырученные предприятием средства позволили администрации города осуществить его реконструкцию, в том числе построены автостанция, двухэтажный комбинат питания «Каскад» и другие объекты — городской парк, реконструирован стадион, введены в эксплуатацию три моста через р. Шаню (главы администраций Вилий Михайлович Небучинов и Николай Романцов).
В 2005 году Кондрово было признано вторым по благоустройству (после Дмитрова) городом в России среди городов с населением меньше 100 000 человек.

## Население
| 1880    | 1897    | 1913    | 1920    | 1926    | 1931    | 1939    | 1959    | 1970    | 1979    |
| ------- | ------- | ------- | ------- | ------- | ------- | ------- | ------- | ------- | ------- |
| 168     | ↗1485   | ↗2329   | ↘1579   | ↗3144   | ↗4519   | ↗9708   | ↗13 054 | ↗15 686 | ↘15 106 |
| 1989    | 1992    | 1996    | 1998    | 2000    | 2001    | 2002    | 2003    | 2005    | 2006    |
| ↗17 212 | ↗17 800 | ↗18 100 | ↘18 000 | ↘17 800 | ↘17 700 | ↘17 177 | ↗17 200 | ↘16 900 | →16 900 |
| 2007    | 2008    | 2009    | 2010    | 2011    | 2012    | 2013    | 2014    | 2015    | 2016    |
| ↘16 800 | ↗16 900 | ↘16 824 | ↘16 672 | ↗16 700 | ↘16 592 | ↘16 192 | ↘15 789 | ↘15 405 | ↘15 146 |
| 2017    | 2018    | 2019    | 2020    | 2021    | 2023    |         |         |         |         |
| ↘15 017 | ↘14 857 | ↘14 697 | ↘14 591 | ↗15 734 | →15 734 |         |         |         |         |

На 1 января 2025 года по численности населения город находился на 758-м месте из 1124 городов Российской Федерации..

## Знаменитые уроженцы
- Стефанов, Дмитрий Никитович (1911—1943).
- Хинчин, Александр Яковлевич (1894—1959) — советский математик, профессор МГУ, один из наиболее значимых учёных в советской школе теории вероятностей. Член-корреспондент АН СССР (1939), действительный член АПН РСФСР (1944).
- В Кондрово родился русский мотогонщик, неоднократный чемпион России по мотокроссу Е. Е. Бобрышев.

## Экономика
Градообразующие предприятия:
- Предприятие «Кондровская бумажная компания» — в настоящее время производит гофропродукцию.
- Троицкая бумажная фабрика — производит пергамент и влагопрочную бумагу.
- Предприятие «Гигиена Сервис» — производит предметы женской гигиены, «Гигиена-сервис-Мед» памперсы для взрослых.
- ООО "Фирма «Веста» производство гофропродукции.
- АО «Кондровский хлебокомбинат» — производство хлебобулочных изделий, макарон, безалкогольных напитков, кондитерских изделий.
- ООО «ГеоПак» — производство бумаги для гофрирования и картон для плоских слоев.
- ООО «Кондрово-Молоко» — производство сыра.
- «Пищепак» — производство упаковочного материала.

## Спорт
На окраине города есть мототрасса, вторая по величине в Европе. В 2025 году проводится всероссийский чемпионат по мотокроссу. 

## Культура
С 1998 года в Кондрово проводится ежегодный региональный фестиваль авторской песни. 

## Достопримечательности
- Церковь Спаса Нерукотворного, была построена в 1820 году владельцем бумажной фабрики П. Г. Щепочкиным. Позже на средства прихожан были пристроены и освящены приделы: в честь мученицы Параскевы Пятницы (в 1841) и в честь великомученика Феодора Стратилата (в 1860).В 1935 году церковь была закрыта. С 1961 по 1993 год в здании располагался продуктовый магазин и база ОРСа. В 1993 году здание храма вернули верующим, его определили Архиерейским подворьем и восстановление было поручено священнику Игорю Князеву; 29 августа 1995 года года в главном алтаре храма архиепископ Калужский и Боровский Климент совершил первую Божественную литургию. В 2008 году полностью завершилась реконструкция. Адрес: площадь Ленина, 3.
- Памятник «50 лет Победы». Расположен в центре города на Кооперативной улице, возле плотины на реке Шаня.
- Аллея Героев, расположена возле памятника 50-летию Победы. Заложена в 2005 году в память об 11 жителях города, погибших в Афганистане и Чечне.
- Корпус бумажной фабрики, построен в конце XVIII века. Расположен в центре города на Кооперативной улице, возле плотины. Достроен второй этаж (использовался как жилой дом), сейчас разрушен на 60 %, но можно составить общее представление.
- Памятник А. С. Пушкину. Автор — известный в Калужской области скульптор Светлана Фарнеева. Установлен в 2004 году в начале улицы Пушкина. В 2007 году с памятника была украдена каменная табличка с именем поэта, но через три месяца на её месте была установлена железная.

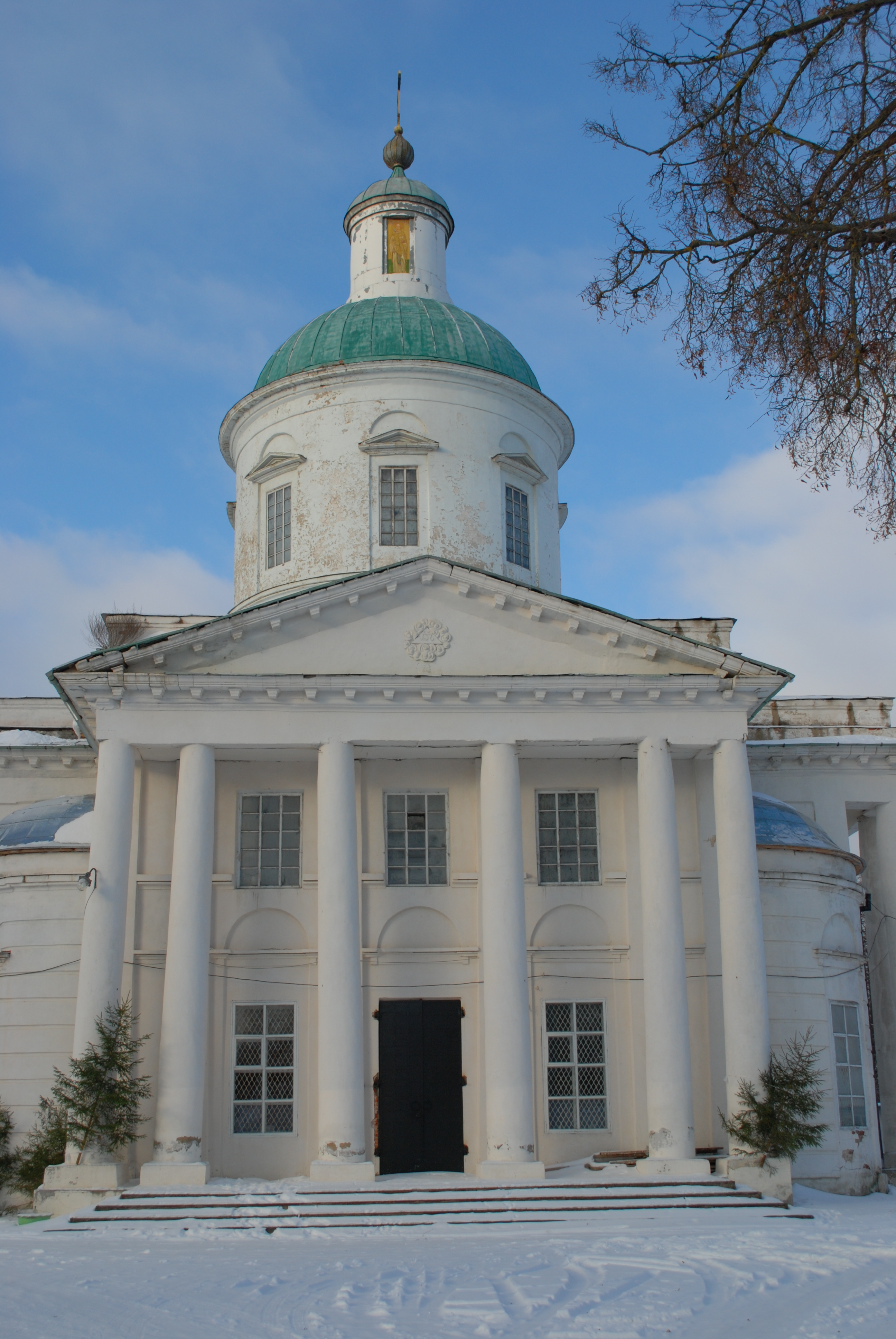

- Церковь Святой Живоначальной Троицы — старейшая церковь Кондрова. Построена в 1818 году. Располагается храм на окраине города, на улице Красного Октября (до объединения посёлков в город Кондрово в 1938 году находилась в селе Троицком на Вздыне). В 1932 году церковь была закрыта. В ней в разной периодичностью располагались школа, инкубатор, склад, пивной завод, магазин. В 1988 году храм передан РПЦ.
- Памятник советским воинам, погибшим в Великую Отечественную войну. Расположен на улице Пронина, построен в 1975 году.
- Памятник основателю города воеводе Дмитрию Кондыреву. Открыт на день города в 2009 году. Скульптор Светлана Фарниева, 7 м высотой, изготовлен из меди. Адрес: г. Кондрово, ул. Комсомольская[4]

## Особенности правописания
В нормативном Грамматическом словаре Зализняка о названиях населённых пунктов на -ово, -ево, -ино (то есть про варианты употребления: был в Кондрово или Кондрове) сказано: Ссылка на настоящий параграф указывает на то, что очень часто встречается — как в устной речи, так и в печати — употребление данного слова как неизменяемого, например, живёт в Кунцево, подъезжаем к Останкино, в километре от Бородино, вместо литературных живёт в Кунцеве, подъезжаем к Останкину, в километре от Бородина. Степень распространения этого явления так значительна, что, по-видимому, оно уже приближается к статусу допустимого варианта… Так сказано в приложении. Ранее подобная вариативность допускалась только в сочетании со словом «город», например: я был в городе Кондрово (срав.: «города Москвы» в паспортах и др. записях).

## Транспорт

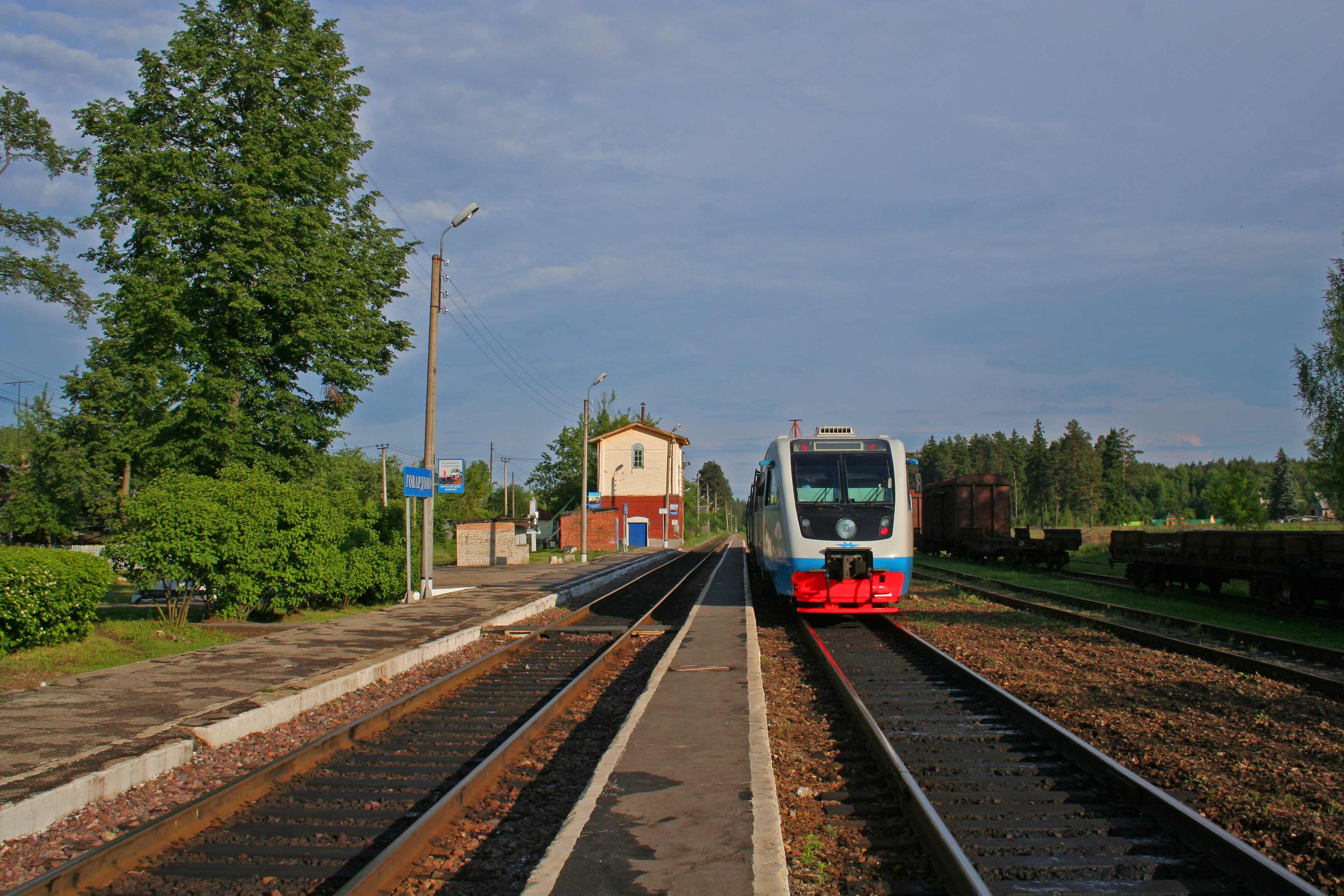
Станция Говардово

Город расположен на трассе областного значения P93.
Автобусное сообщение с Калугой, и Москвой.
Железнодорожное сообщение с Вязьмой и Калугой (станция Говардово).